# Ле-Монестье-дю-Перси
Ле-Монестье-дю-Перси (фр. Le Monestier-du-Percy) — коммуна во Франции, находится в регионе Рона — Альпы. Департамент коммуны — Изер. Входит в состав кантона Матезин-Триев. Округ коммуны — Гренобль.
Код INSEE коммуны — 38243. Население коммуны на 1999 год составляло 804 человека. Населённый пункт находится на высоте от 597 до 1 896 метров над уровнем моря. Муниципалитет расположен на расстоянии около 520 км юго-восточнее Парижа, 125 км юго-восточнее Лиона, 45 км южнее Гренобля. Мэр коммуны — Samuel Martin, мандат действует на протяжении 2001—2008 гг.
Динамика населения (INSEE):